# Johann Adrian Hermann von Hoverden
Johann Adrian Hermann Graf von Hoverden, Freiherr von Plencken (* 12. August 1819 in Heyden, Landkreis Ohlau; † 30. August 1900 in Hünern, Landkreis Ohlau) war ein deutscher Altertumsforscher und Politiker.

## Leben
Hoverden wurde als ältestes von drei Kindern des preußischen Justizrates und Mitglied des Preußischen Herrenhauses Johann Adrian Eduard Graf von Hoverden († 1872), welcher unter anderem unter Vollnamen oder unter dem Pseudonym Eduard Plenken veröffentlichte, und dessen Ehefrau Henriette Freiin von Falkenhausen geboren. Den Zusatz der Freiherren von Plencken verlief genealogisch durch den Stiefbruder Oberamtskanzler Johann Adrian Freiherr von Plencken († 1719), mit Wappen und Besitz.
Er selbst studierte an der Universität Breslau und wurde 1838 im Corps Silesia recipiert. 1848 heiratete er Aglaja Gräfin von Strachwitz. Das Ehepaar hatte Sohn Petrus und Tochter Magdalena.
Hoverden war Mitglied des Preußischen Abgeordnetenhauses. Er vertrat als Abgeordneter den Wahlkreis Oppeln 4 (Tost, Gleiwitz), gehörte zunächst zur konservativen Fraktion und schloss sich 1873 der Fraktion der Zentrumspartei an. 1894 fand Hoverden Erwähnung im Deutschen Millionärs-Adressbuch. Hermann Graf Hoverden war Ehrenritter des Souveränen Malteserordens. Hermann war ebenso wie sein Vater an Familienkunde und Geschichte interessiert. Die Veränderung seines Wappens fand dagegen keine landesherrliche Anerkennung, er wurde aber in der heraldischen Fachwelt immer wieder zitiert und konsultiert.
Hünern übernahm später der Petrus Graf von Hoverden, Freiherr von Plencken († 1907), als Fideikommissherr, verheiratet mit der ältesten Tochter des Generals Fritz von Niesewand, Franziska von Niesewand, seit 1905 Adoptivtochter des Otto Freiherrn von Tettau, ohne Nachfahren. Mit ihnen starben die Grafen von Hoverden im eigenen Stamm aus. Franziska Gräfin von Hoverden legte als Witwe in Dresden-Neustadt.
Sein Onkel Joseph Graf von Hoverden, Kammerherr, Direktor des Kreditinstituts für Schlesien und ebenfalls Malteser, war in erster Ehe mit Bertha († 1819), Tochter des Ludwig Yorck von Wartenburg, verheiratet.

## Werke
- Zur Wappen-Symbolik. Ueber die Bedeutung der Herold-Stücke, Vortrag, Dr. C. Wolf & Sohn, München 1870. Digitalisat
- Ueber die Wappenlilie, In: Ludwig A. Clericus: Der Deutsche Herold 1874. Vierteljahresschrift, Hrsg. Herold Verein, Mitscher & Röstell, Berlin 1874. Digitalisat
- Versuch einer Heraldik der Minnesinger, In: Der Deutsche Herold 1877, Hrsg. Herold (Verein), Berlin 1877. Digitalisat